# Jason de Vos
Jason Richard de Vos (London, 1974. január 2. –) kanadai válogatott labdarúgó.

## Pályafutása

### A válogatottban
Részt vett a 2000-es, a 2002-es és a 2003-as CONCACAF-aranykupán, valamint a 2001-es konföderációs kupán.

#### Válogatott góljai
| # | Időpont             | Helyszín                                                     | Ellenfél  | Gólok | Eredmény | Kiírás                                     |
| - | ------------------- | ------------------------------------------------------------ | --------- | ----- | -------- | ------------------------------------------ |
| 1 | 1999. június 2.     | Commonwealth Stadium, Edmonton, Kanada                       | Guatemala | 2–0   | 2–0      | Kanada kupa                                |
| 2 | 2000. február 27.   | Los Angeles Memorial Coliseum, Los Angeles, Egyesült Államok | Kolumbia  | 1–0   | 2–0      | 2000-es CONCACAF-aranykupa                 |
| 3 | 2000. június 4.     | Estadio Pedro Marrero, Havana, Kuba                          | Kuba      | 1–0   | 1–0      | 2002-es labdarúgó-világbajnokság-selejtező |
| 4 | 2004. szeptember 4. | Commonwealth Stadium, Edmonton, Kanada                       | Honduras  | 1–0   | 1–1      | 2006-os labdarúgó-világbajnokság-selejtező |

## Sikerei, díjai

### Klub
- Wigan Athletic
  - The Football League: 2002–03

### Válogatott
- Kanada
  - CONCACAF-aranykupa: 2000